# George Coleman junior
George Coleman Jr. (* um 1975) ist ein US-amerikanischer Jazzmusiker (Schlagzeug) des Modern Jazz.

## Leben und Wirken
George Coleman Jr., Sohn des Jazz-Saxophonisten George Coleman, bekam mit sieben Jahren von Max Roach sein erstes Schlagzeugset. In seiner Kindheit beeinflusste ihn sowohl die Jazzmusik seines Vaters als auch die Bluesmusik seiner Mutter, der Organistin Gloria Coleman. Er besuchte die New Yorker High School of Music and Art und hatte anschließend Unterricht bei Billy Higgins, Sam Ulano, Michael Carvin, Harold Mabern und Jamil Nasser. Dann absolvierte er ein Ingenieursstudium und erwarb den Bachelor of Science in Chemieingenieurwesen am New Jersey Institute of Technology in Newark, New Jersey, um dann beruflich als Chemietechniker zu arbeiten. Doch er spielte in seiner Freizeit weiterhin Schlagzeug und gründete seine eigene Band. Schließlich kehrte er Vollzeit zur Musik zurück.
Ab Ende der 1990er-Jahre arbeitete Coleman u. a. mit Dakota Staton, Ray Bryant, John Patton, Benny Green, Charles Davis, Johnny Coles, Benny Powell, Hilton Ruiz, Etta Jones, Sonny Fortune, TK Blue und Joey DeFrancesco (Home for the Holidays, 2014). Im Bereich des Jazz war er zwischen 1996 und 2017 an acht Aufnahmesessions beteiligt. Gegenwärtig (2018) arbeitet George Coleman Jr. mit einem eigenen Quintett aus Mike DiRubbo (Altsaxophon), Brian Charette (Orgel), Yotam Silberstein (Gitarre) und Eric Wheeler (Bass), 2019 mit Paul Bollenback (Gitarre).

## Diskographische Hinweise
- George Coleman Featuring Ned Otter: Danger High Voltage (Two and Four, 2000), mit Jim Rotondi, Adam Brenner, George Coleman, Ned Otter, Gary Smulyan, Harold Mabern, Ray Drummond, Daniel Sadownick
- Dale Barlow/George Coleman, Jr./Mark Fitzgibbon/Sam Anning: Treat Me Gentle (Jazzhead, 2007)
- George Coleman: A Master Speaks (Smoke Sessions Records, 2016), mit George Coleman, Peter Bernstein, Mike LeDonne, Bob Cranshaw